# 장 3세 클레망

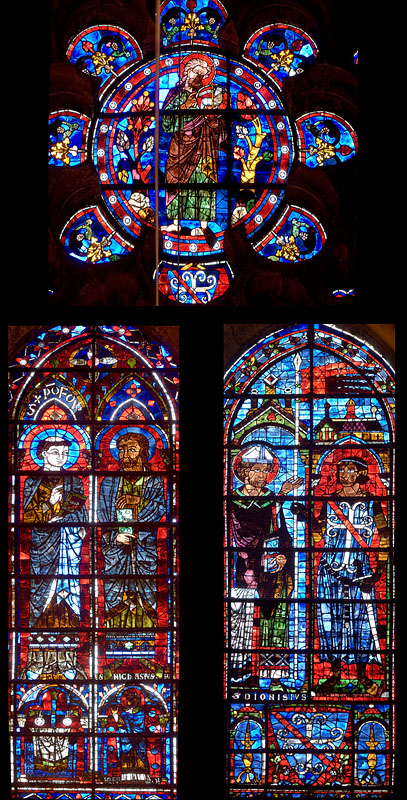
성 디오니시우스로부터 깃발을 받는 장 클레망(오른쪽)

장 3세 클레망(Jean III Clément, ? ~ 1260(?))은 프랑스의 군인이다. 1214년 프랑스 원수로 임명되었으며 메즈(Mez)와 아르장탕(Argentan)의 영주였다.

## 생애
장 3세 클레망은 앙리 1세 클레망의 아들이다. 1214년 아버지가 사망하자, 그 뒤를 이어 필리프 2세에 의해 프랑스 원수로 임명되었다. 그러나 나이가 너무 어렸기 때문에 1223년 8월부터 원수로서의 직무를 수행했다. 그는 1235년 9월 생드니에서 개최된 프랑스 왕국 귀족회의(Assemblée des Grands de France)에 참석하기도 했다. 
그는 1260년에 사망한 것으로 알려져 있으나, 1262년에 사망했다는 이야기도 있다.
그의 아들인 앙리 2세 클레망 또한 프랑스 원수가 되었다.